# St. Stephan (Kirchdorf)

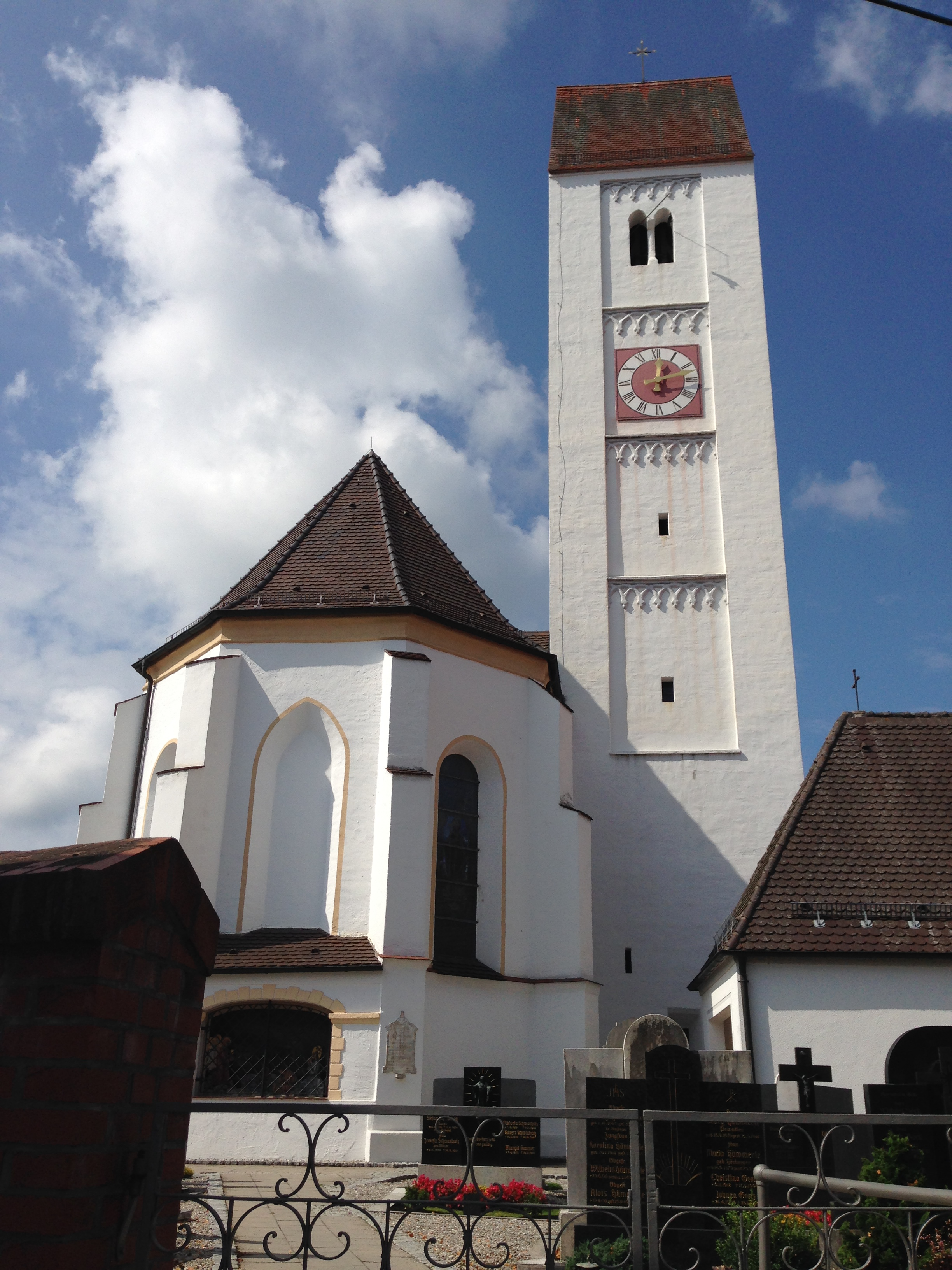
Kirche St. Stephan in Kirchdorf

Die katholische Pfarrkirche St. Stephan ist ein spätgotischer Bau in Kirchdorf, einem Gemeindeteil von Bad Wörishofen im Landkreis Unterallgäu (Bayern). Die in der Mitte des Ortes gelegene und von einem Friedhof umgebene Kirche steht unter Denkmalschutz.

## Geschichte
Der welfische Dienstmann Becilin von Kirchdorf sowie ein Manegoldus presbiter de Chirhdorf werden bereits 1150 genannt. Der Augsburger Bischof Walter II. von Hochschlitz wird am 19. August 1366 durch Kaiser Karl IV. mit dem Kirchensatz belehnt. Das Hochstift war jedoch nicht in der Lage den Kirchensatz zu halten, ebenso wenig wie die Herrschaft Mindelheim. Die wechselnden Inhaber der Herrschaft Mindelheim hatten in der Folge somit auch den Kirchensatz von Kirchdorf inne. Das Kirchengebäude ist ein spätgotischer Bau aus der Zeit um 1500. David Sichelbein, ein Maler aus Mindelheim, erhielt 1650 13 fl. für Arbeiten am Liebfrauenaltar. Ein neuer Hochaltar wurde 1682 durch den Schreiner Martin Lang gefertigt. Die Fassung des Hochaltars erfolgte mit Ölfarben durch Dominikus Schenk. Von diesem stammten auch ein großes und kleines Altarbild in der Kirche. Martin Döttl, ebenfalls aus Mindelheim wie Sichelbein und Schenk, schuf zwei Dachungsengel und zwei Engelsköpfe. Eine Umgestaltung fand um 1752 statt. Während dieser Umgestaltung wurden neue Fresken, ein Frühwerk von Johann Baptist Enderle auf 1753 datiert, geschaffen. Des Weiteren wurden die Fenster abgerundet und eine neue Decke im Langhaus eingezogen. Im 18. Jahrhundert wurde die Sakristei angebaut und im späten 18. Jahrhundert eine neue Inneneinrichtung angebracht. Das Vorzeichen wurde im späten 19. Jahrhundert errichtet. Renovierungen fanden unter anderem 1909 (innen), 1968 (außen) und 1980 (innen). Die jüngste Generalsanierung erfolgte außen und innen in den Jahren 2016/17.

## Baubeschreibung
Der eingezogene Chor ist gegenüber dem Langhaus um zwei Stufen erhöht und mit diesem durch einen einspringenden Chorbogen mit Kämpfergesims verbunden. Am dreiseitigen Schluss des Chores ist dieser um eine weitere Stufe erhöht. Eine spätgotische Stichkappenwölbung über parabelförmigen Schildbogen, deren Rippen abgeschlagen sind, bildet die Decke des Chores. Die rundbogigen Fenster waren ehemals spitzbogig. An Stelle der Fenster sind in den beiden Nordachsen Rechtecktüren zum Kirchturm und gegenüberliegend auf der Südseite zur Sakristei eingebaut. Eine niedrige korbbogige Oratoriumsöffnung ist in der Westachse des Chores vorhanden. Während der Umgestaltung des Chores im mittleren 18. Jahrhundert wurden die Pilaster angebracht, die eine leichte konkav-konvexe Bewegung andeuten. Die Form der Pilaster ist dabei nicht einheitlich und variiert. So besitzen die Pilaster in den Ecken der Chorbogen keine Kapitelle und haben einen seitlich ausgebauchten Sockel. Zwischen den beiden Chorjochen befindet sich jeweils ein Paar schlanker Pilaster. Beide stehen auf gebauchten Sockeln, wobei der westliche Pilaster konkav und der östliche Pilaster konvex geformt ist. An den Kapitellen der Pilaster befinden sich Rocaillekartuschen.
Das Langhaus besteht aus vier Achsen und besitzt ein Spiegelgewölbe. Das umlaufende Profilgesims wird dabei von den Scheiteln der schlanken Rundbogenfenster tangiert. Der Scheitel des Chorbogens unterbricht das Profilgesims. An der Westwand des Langhauses ist eine Doppelempore eingebaut, die auf je zwei korinthischen Holzsäulen ruht. Die Brüstungen der Empore sind in Felder mit vergoldetem Profilrahmen geteilt. Unterhalb der unteren Empore sind hochovale Fenster, unterhalb der oberen Empore Rundbogenfenster vorhanden.
An der Außenfassade des Chores befinden sich Strebepfeiler, welche in 3/4 Höhe abgetreppt sind. In Höhe der Fenstersohlen ist das Kaffgesims um die Strebepfeiler herumgeführt. Unterhalb des zugemauerten Fensters und des Kaffgesimses im Chorscheitel ist ein Gehäuse mit stichbogiger Öffnung eingefügt, das eine Ölberggruppe, vermutlich aus dem 18. Jahrhundert, enthält. Der spätgotische und quadratische Kirchturm schließt sich im nördlichen Chorwinkel an. In dessen Erdgeschoss befindet sich ein Kreuzgewölbe mit gekehlten Rippen. Sowohl an der Nord- wie auch an der Westseite sind segmentbogig schließende Blenden, des Weiteren im Norden und Osten Schlitzfenster mit schrägen Gewänden angebracht. Die vier oberen Turmgeschosse besitzen Ecklisenen mit dazwischen befindlichen, von Friesen aus sich überschneidenden Rundbogen, geschlossene Blenden. Das oberste Turmgeschoss enthält Doppelarkaden, wobei im Westen jedoch nur eine Spitzbogenöffnung vorhanden ist. Gedeckt ist der Kirchturm mit einem Quersatteldach, dessen Giebel einen steigenden Spitzbogenfries ziert. Ein polygonaler Anbau, der den Aufgang zur Kanzel enthält, ist an der Nordseite des Langhauses vorhanden. Das Vorzeichen vor dem Westportal aus dem 19. Jahrhundert besitzt eine Kerkernische in seiner Nordwand. Die Sakristei, ein Anbau des 18. Jahrhunderts, ist im südlichen Chorwinkel dem Kirchturm gegenüberliegend, angeschlossen. In der Mitte des Sakristeianbaus, sowie neben den Ecken, befinden sich toskanische Pilaster. Die Südseite der Sakristei umfasst zwei Achsen, wobei die linke Achse zweigeschossig ist und im Obergeschoss das Oratorium enthält. Gedeckt ist Sakristei mit einem nach Norden ansteigenden Pultdach, das über dem niedrigeren Ostteil abfällt.

## Ausstattung

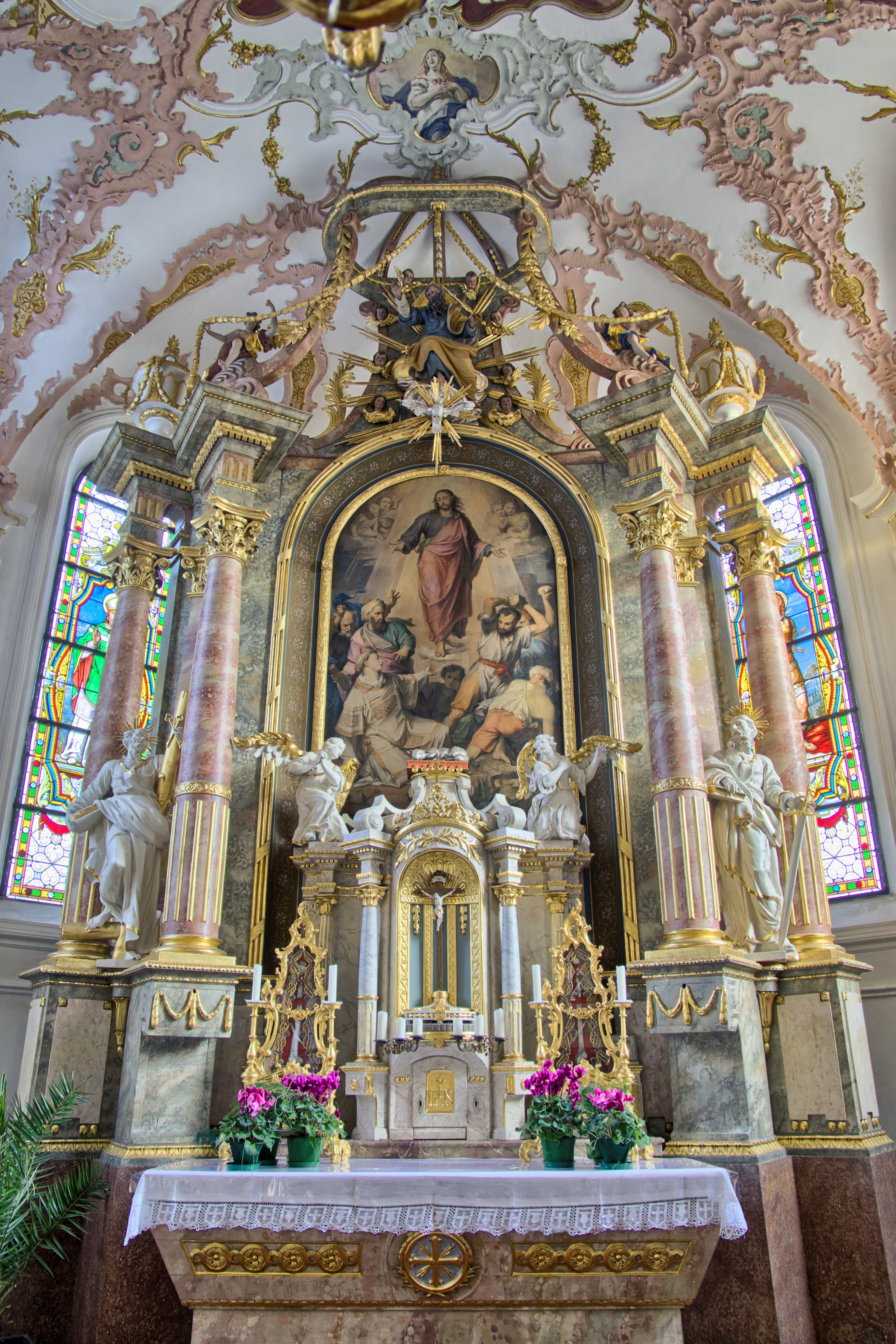
Hochaltar von St. Stephan

### Altäre
Die drei Altäre – Hochaltar und zwei Seitenaltäre – stammen aus der Zeit um 1800 und wurden vermutlich von Clemens Wilhelm aus Tussenhausen geschaffen. Sie sind aus Holz gefertigt und tragen eine Fassung von circa 1900 in olivfarbenen Tönen. Die ursprüngliche Fassung war rot marmoriert. Der Hochaltar besteht aus einem sarkophagförmigen Stipes mit Flechtband. Darüber erhebt sich der, beidseitig von jeweils zwei Säulen und Voluten flankierte, Tabernakel. In der Nische des zylindrischen Tabernakels ist ein Kruzifix angebracht. Oberhalb davon, auf einer Volutenpyramide, ruht das Lamm auf dem Buch mit den sieben Siegeln. Dieses wird von zwei auf den Außensäulen knienden Engeln von circa 1720/1730 flankiert. Der weitere Aufbau des Hochaltares besteht aus vier schräggestellten korinthischen Säulen, wobei die beiden inneren Säulen schrägeinwärtsgedreht und vorgestaffelt sind. Zwischen den beiden Säulenpaaren befinden sich Pilaster. Aus der Mitte des 18. Jahrhunderts stammen die Figuren der Apostel Petrus und Paulus, die sich links und rechts in den Interkolumnien der Säulenpaare befinden. Johann Kaspar aus Obergünzburg hat in der Mitte des 19. Jahrhunderts das zentrale Altarbild mit der Darstellung der Steinigung des heiligen Stephan geschaffen. Umgeben ist das rundbogige Altarbild von einem breiten klassizistischen Rahmen, in dessen Scheitel sich eine Heilig-Geist-Taube befindet. Im Altarauszug darüber ist die sitzende Figur Gottvaters vorhanden, die in der Mitte des 18. Jahrhunderts geschaffen wurde. Umgeben ist die unter einem Baldachin sitzende Figur von Engelsköpfen.
Die beiden Seitenaltäre vor dem Chorbogen sind leicht schräggestellt. Die Antependien tragen versilberte Reliefmedaillons. Auf dem nördlichen ist ein Engel zu sehen, wie dieser Petrus aus dem Kerker befreit. Das südliche zeigt Mariä Verkündigung. Ein neugotisches Kruzifix, von zwei betenden Engeln flankiert, befindet sich auf der Predella beider Seitenaltäre. Der übrige Altaraufbau besteht aus zwei korinthischen Säulen vor Pilastern, die ähnlich wie am Hochaltar, schrägauswärtsgedreht sind. Beide Altarbilder sind rundbogig und wurden von Johann Kaspar 1856 geschaffen. Auf dem nördlichen Altarbild ist der heilige Josef und auf dem südlichen der heilige Dominikus vor der Muttergottes dargestellt. Beide Altarbilder sind ein Spätwerk des Künstlers. Jeweils vor den Pilastern sind gefasste Holzfiguren aufgestellt. Am Nordaltar ist links der heilige Ignatius und rechts der heilige Franz Xaver, beide Figuren aus der Mitte des 18. Jahrhunderts, dargestellt. Der südliche Seitenaltar zeigt links die Figur der heiligen Katharina und rechts der heiligen Barbara. Beide Figuren stammen aus der Zeit um 1720/1730. Oberhalb der Säulen sind Vasen angebracht. Der Altarauszug zeigt inmitten einer Strahlenglorie ein hochovales Bild, das von einer Halbkuppel und Voluten bekrönt wird. Nördlich ist im ovalen Bild der Tod des heiligen Franz Xaver und südlich der heilige Aloysius zu sehen.

### Fresken

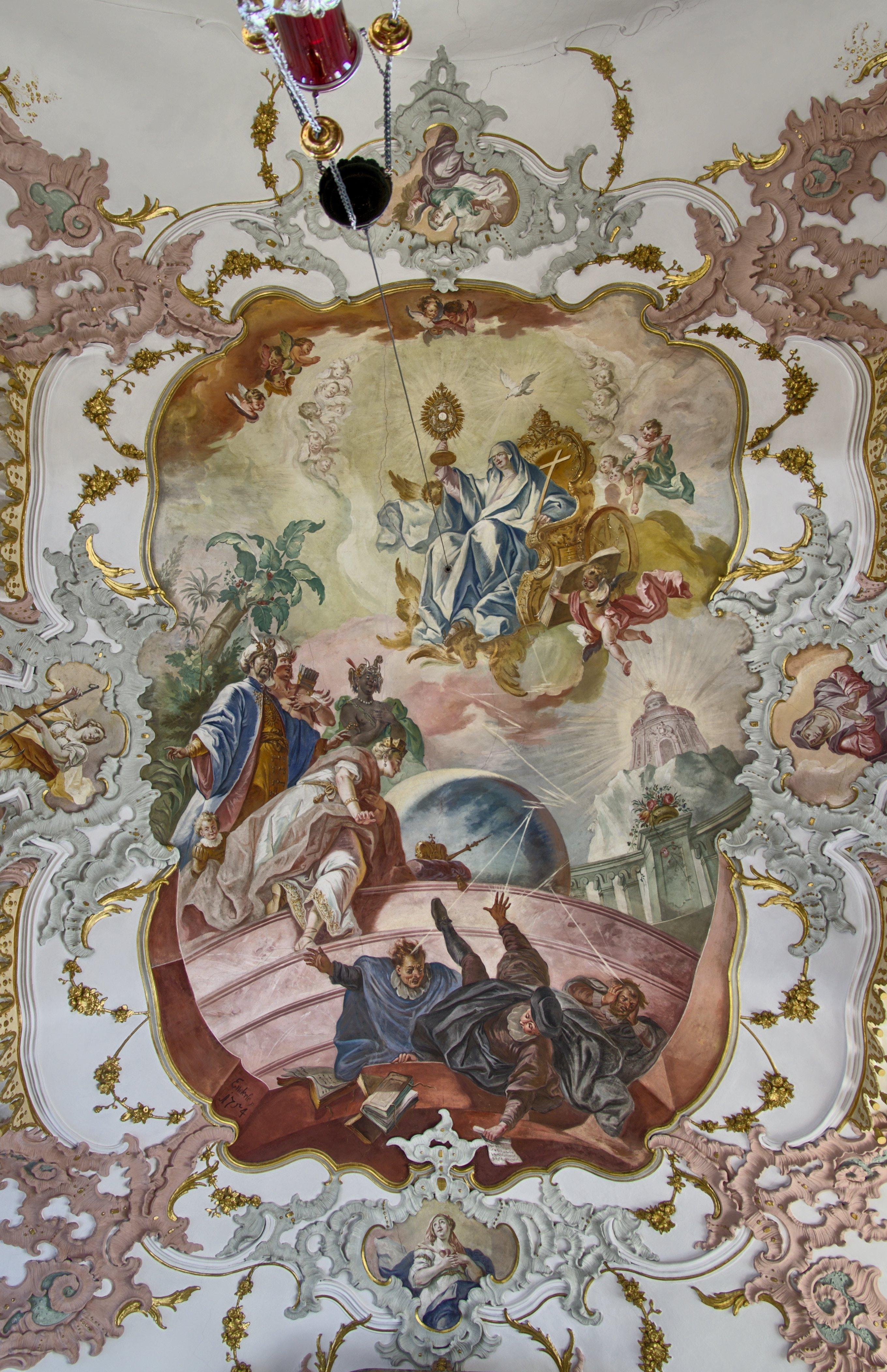
Fresko im Chor

Johann Baptist Enderle schuf 1753 die Fresken der Kirche. Die Arbeit stellt dabei den frühesten Freskenzyklus von Enderle dar. In der Mitte der Chordecke ist die Verherrlichung des Altarsakramentes dargestellt. Gezeigt wird die Ecclesia auf einem von den Symbolen der Evangelisten gezogenen Triumphwagen. Der Ecclesia wird von den vier Erdteilen in der linken unteren Ecke gehuldigt. In ihrer rechten Hand hält die Ecclesia eine Monstranz, von welcher Blitze herabfahren und Irrlehrer über die Stufen in den Abgrund stürzen. Umgeben ist das zentrale Fresko von kleineren Kartuschen, die die Tugenden zeigen. Östlich ist die Liebe (Herz), nördlich die Hoffnung (Anker), südlich die Frömmigkeit (betende Frau) und westlich der Glaube (Frau mit Flügeln) zu sehen. Das zentrale Fresko an der Langhausdecke zeigt die Verteidigungsrede des heiligen Stephanus im Tempel, darüber die Dreifaltigkeit. Bezeichnet ist das Fresko mit Johan Enderle inv. et pinxit 1753. Umgeben ist das zentrale Fresko von kleineren Fresken. Östlich wird die Auffindung des Leichnams des heiligen Stephan dargestellt. Es trägt die Inschrift WO / SKT. STEPHANS LEIB GEFUNDEN / VIELE KRANKE SIND / GESUNDEN. Gegenüberliegend im Westen wird der heilige Stephan in der Glorie gezeigt. In nördlicher Richtung des zentralen Freskos ist die Rosenkranzkönigin als Fürbitterin der Kranken zu sehen. Es trägt die Inschriften: SALUS INFIRMORUM und DAS MARIENPSAELTERLEIN / ALLER KRANKEN HEIL WIRD SEIN. Südlich sind im Fresko die heiligen Franziskus und Dominikus zu Füßen Mariens dargestellt, wie Maria bei ihrem Sohn dem Weltenrichter Fürbitte einlegt. Es trägt die Inschriften HOC TIBI SOLA SALUS und DAS MARIENPSAELTERLEIN / GOTTES STRAFE STELLET EIN. In den diagonalen, ausgehend vom zentralen Fresko, sind die vier Kirchenväter zu sehen. Ausgehend von Nordosten im Uhrzeigersinn sind dies Ambrosius, Gregor, Augustinus und Hieronymus.

### Gestühl
In der Mitte des 18. Jahrhunderts wurde das schlichte Chorgestühl geschaffen. Es besitzt Schnitzdekor an den Schweifwangen und an der Vorderbrüstung Pilaster und geohrte Felder. Die mit Segmentgiebeln versehenen Aufsätze der Rückwand wurden im späten 18. Jahrhundert geschaffen. Aus Baisweil wurde das Laiengestühl übernommen. Dieses ist zum größten Teil neubarock und besitzt geschweifte Wangen aus Eichenholz. Die Wangen der vorderen Stuhlreihen, sowie der seitlichen Blöcke, stammen aus der Zeit um 1720 und sind mit Akanthusschnitzerei verziert. Das Gestühl auf der Empore stammt aus dem Ende des 18. Jahrhunderts. Die geschweiften Wangen enthalten schlichten Rahmenformen. Lediglich eine Wange ist mit Fruchtdekor versehen. Die mit kräftigen Vierkantbalustern ausgestattete Kommunionbank ist eine Arbeit des mittleren 18. Jahrhunderts. Die asymmetrischen Beichtstühle in den westlichen Ecken des Chores stammen aus der Zeit um 1800.

### Kanzel

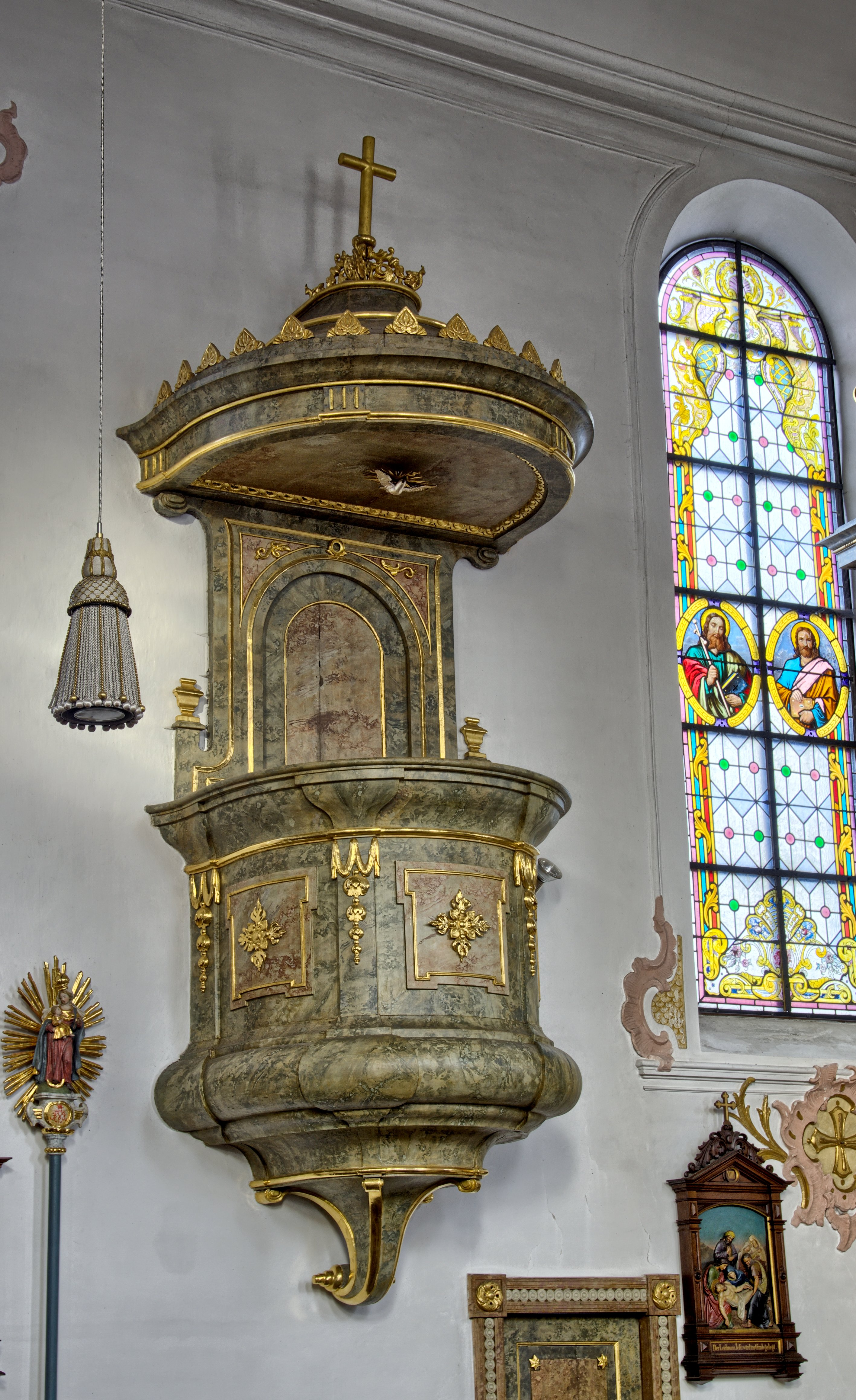
Kanzel, um 1800

Die Kanzel ist aus Holz gefertigt und wurde um 1800 geschaffen. Die Fassung ist olivgrün gehalten. Sie besteht aus einem zylindrischen Corpus mit Lisenen und Feldern. Der kräftige Wulst unter der Kanzel endet in einer zur Wand hin eingerollten Schweifspitze. Der Zugang zur Kanzel erfolgt durch eine Rundbogentür an der Rückwand. Sowohl die Rückwand wie auch der gesimsförmige Schalldeckel besitzen zum Teil neuklassizistisches Dekor aus der Zeit um circa 1900 mit Akroterienzinnen und einem Kreuz auf der Spitze.

### Sonstige Ausstattung
Mehrere gefasste Holzfiguren sind im Inneren der Kirche aufgestellt. An der Südwand des Langhauses befindet sich ein Kruzifix aus der ersten Hälfte des 16. Jahrhunderts. Das Lendentuch des Kruzifixes wurde vermutlich im 18. Jahrhundert überarbeitet. Das Kruzifix ist von einem Stuckrahmen umgeben. Ebenfalls an der Langhaussüdwand befindet sich eine Pietà aus dem Ende des 17. Jahrhunderts. Das bekleidete Prager Jesukind im Holzschrein wurde 1892 am Original berührt und geweiht. Das kleine Kruzifix am Taufstein stammt aus der ersten Hälfte des 19. Jahrhunderts. Im Vorzeichen befindet sich ein Kerkerheiland aus der Mitte des 18. Jahrhunderts. Die Figuren in der Ölbergnische an der Außenfassade stammen vermutlich aus der zweiten Hälfte des 18. Jahrhunderts. Im Oratorium sind des Weiteren ein Auferstehungsheiland aus der Mitte des 18. Jahrhunderts, ein Vortragekruzifix aus dem zweiten Viertel des 18. Jahrhunderts sowie ein weiteres Vortragekruzifix um circa 1770.
Das Gemälde mit der Darstellung Mariens vom Guten Rat über dem Priestersitz ist auf der Rückseite mit Ist an dem gnaden Bildt bey denen / P.P. Augustinern in München amberiert / 1763 bezeichnet. Die Glasgemälde sind eine Stiftung des Pfarrers Sebastian Kneipp und wurden 1892 von J.P. Bockhorni aus München gefertigt. Die Eisenguß Reliefs mit Kreuzwegdarstellungen sind ebenfalls eine Stiftung des Pfarrers Kneipp. Der Opferstock an der nördlichen Emporenstütze stammt aus dem 18. Jahrhundert. Er besteht aus einem hölzernen Baluster mit einem eisernen Kasten auf der Spitze. Das Weihwasserbecken am Eingang besteht aus rotem Marmor und stammt aus dem 18. oder 19. Jahrhundert. Das andere Weihwasserbecken wurde in der zweiten Hälfte des 18. Jahrhunderts aus Kalkstein gefertigt und befindet sich innen an der Wand, nördlich des Einganges.

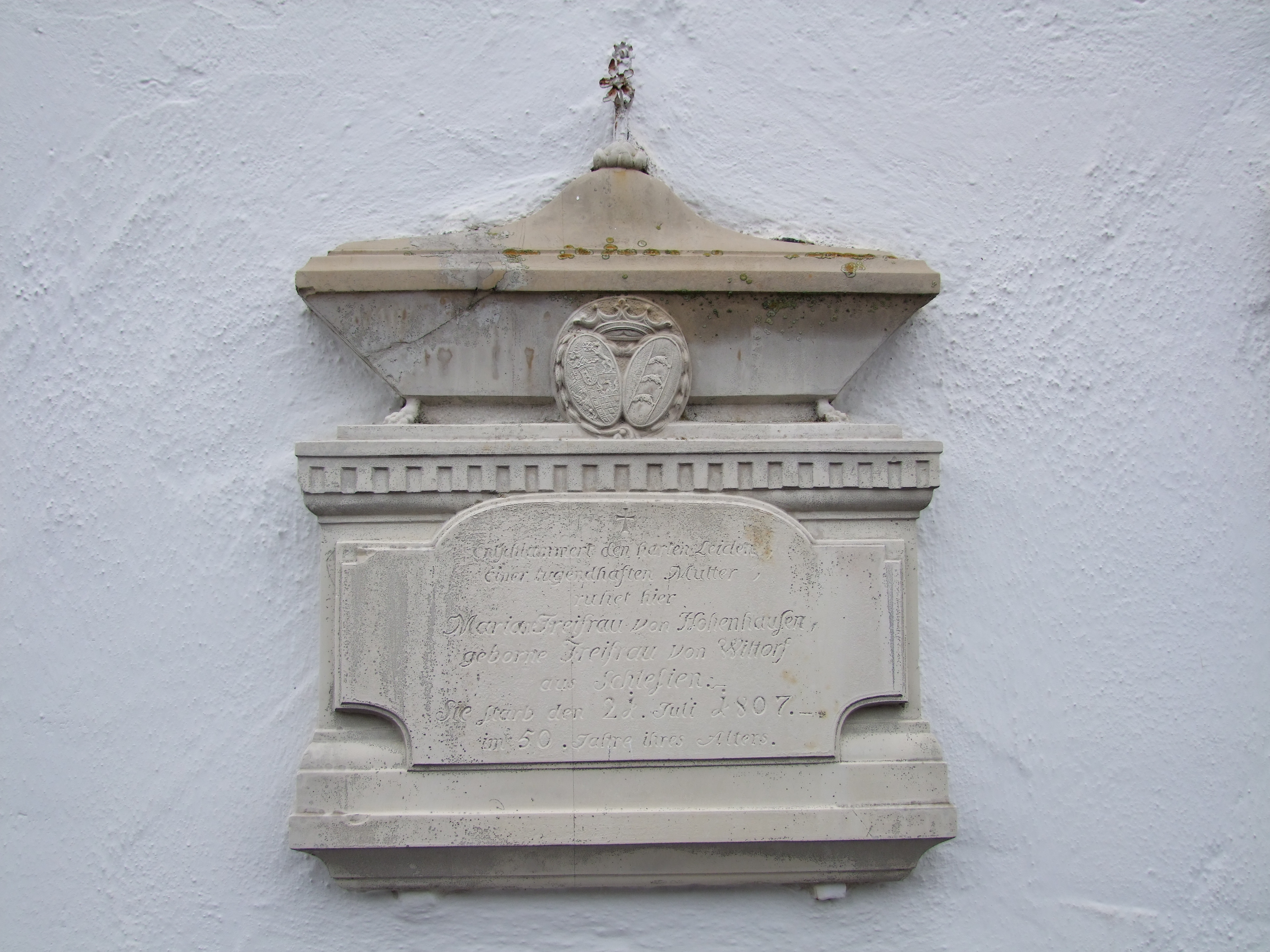
Grabdenkmal für Marianne Freifrau von Hohenhausen († 1807)

An der Südwand im Innenraum sind mehrere Grabdenkmäler angebracht. So für Pfarrer Augustinus Menner († 1754), es besteht aus Solnhofener Plattenkalk und enthält im oberen Bereich ein flaches Relief eines Kelches zwischen Zweigen, sowie eine gebrochene Kerze und Sanduhr. Im unteren Bereich ist ein Totenkopf zu sehen. Für die Gefallenen von 1805–1815 wurde 1833 eine Gedenktafel errichtet. Weitere Grabdenkmäler finden sich an der Außenfassade. So für Pfarrer Joseph Vögele († 1842); Jos. Ignaz Ritter, kurfürstlicher Bairscher Zöllner († 1800) und seiner Ehefrau Margaretha († 1803); Jos. Anton Schwarzkopf, Gastwirt und Ökonom auf dem Theresienberg in Kirchdorf († 1857); Fr. Jos. Lieb, Jüngling, gefallen bei Kissingen 1866; Maria Kreszentia Wilh. Lottner, geborene Hüeber († 1840), sowie ihr Ehemann Joseph Lottner, Revierförster († 1865). Eine Familiengrabstätte ist mit der Gedenktafel aus Solnhofner Plattenkalk mit folgender Inschrift gekennzeichnet: Ruhestätte der Johann Scherrereschen Familie zu Kirchdorf. Bestattet sind hier Joh. Scherr, königlich bairischer Revierförster († 1829), sowie seine Frauen Marianna geborene Simon († 1811) und Anna geborene Stribl († 1832) und für 13 Kinder. Des Weiteren sind Grabdenkmäler für Pfarrer Loepold Albert Hainzler († 1732); Marianne Freifrau von Hohenhausen, geborene Freifrau von Wittorf aus Schlesien († 1807) angebracht. Das Grabdenkmal für die Freifrau von Hohenhausen besteht aus einer Platte in Form eines Sockels und darüber ein Sarkophag mit Allianzwappen an der Vorderseite und bekrönendem Schmiedeeisenkreuz. Ein weiteres Grabdenkmal wurde für die Posthalterin zu Kaufbeuren, Anna Hofelmayr († 1833) errichtet.